# Vukovi umiru sami
Vukovi umiru sami är en låt framförd av Boris Novković. Den är skriven av Novković själv i samarbete med Franjo Valentić.
Låten var Kroatiens bidrag i Eurovision Song Contest 2005 i Kiev i Ukraina. I semifinalen den 19 maj slutade den på fjärde plats med 169 poäng vilket kvalificerade bidraget för finalen den 21 maj. Där slutade det på elfte plats med 115 poäng.